# 1837 en mathématiques
| Années des mathématiques : 1834 - 1835 - 1836 - 1837 - 1838 - 1839 - 1840    |
| Décennies des mathématiques : 1800 - 1810 - 1820 - 1830 - 1840 - 1850 - 1860 |

Cet article présente les faits marquants de l'année 1837 en mathématiques.

## Évènements
- 27 juillet : le mathématicien allemand Dirichlet lit à l'Académie de Berlin un mémoire énonçant la première version du théorème de la progression arithmétique fondant la théorie analytique des nombres[1].

## Naissances
- 7 janvier : James Key Caird (mort en 1916), entrepreneur, mathématicien et mécène philanthrope écossais.
- 15 mars : Esprit Jouffret (mort en 1904), ingénieur militaire et mathématicien français.
- 27 avril : Paul Albert Gordan (mort en 1912), mathématicien allemand.
- 14 mai : George Shoobridge Carr (mort en 1914), mathématicien et joueur d'échecs britannique.
- 22 juin : Paul Bachmann (mort en 1920), mathématicien allemand.
- 20 juillet : Hans Sommer (mort en 1922), compositeur et mathématicien allemand.
- 14 septembre : Charles Paul Narcisse Moreau (mort en 1916), militaire et mathématicien français.
- 17 septembre : Johannes Frischauf (mort en 1924), alpiniste, astronome, cartographe et mathématicien autrichien.
- 29 septembre : Louis Jules Gruey (mort en 1902), astronome et mathématicien français.
- 15 octobre : Leo Königsberger (mort en 1921), mathématicien allemand.
- 1er novembre : Luis Huergo (mort en 1913), ingénieur et mathématicien argentin.

## Décès
- 22 septembre : William George Horner (né en 1786), mathématicien britannique.